# Middelfart
Middelfart anhörenⓘ ist der Hauptort der gleichnamigen Kommune in der Region Süddänemark auf der Insel Fünen. Die Gemeinde ist 72 km² groß.

## Geographie
Middelfart liegt etwa 11 km südlich von Fredericia, etwa 34 km nordwestlich von Assens und etwa 46 km westlich von Odense. Die Stadt liegt zwischen dem nördlichen Teil von Snævringen und dem Fænøsund und verfügt an beiden Ufern über mehrere Häfen. Am Südufer von Snævringen, zwischen den beiden Brücken über den Kleinen Belt, liegen der Gemeindehafen, der Kongebro Havn und die neue Tel-Ka-Marina, am Nordufer des Fænøsund liegt im Stadtteil Russelbæk der Yachthafen Middelfart (Middelfart Lystbådehavn).

## Geschichte
Im 11. Jahrhundert hieß der Ort Mæthlælfar, was etwa „die mittigste Überfahrtsstelle“ bedeutet. Wegen seiner Lage an der schmalsten Stelle des Kleinen Belts entwickelte sich der Fischerort rasch zum bedeutendsten Hafen zwischen Jütland und Fünen. 1496 wurden vom dänischen König Johann I. die Marktrechte verliehen. Ein weiterer wichtiger Erwerbszweig neben Handel und Handwerk war ab dem 16. Jahrhundert die Jagd auf Schweinswale im Kleinen Belt, die wegen des Trans gefangen wurden. Diese Ära zog sich hin bis ans Ende des 19. Jahrhunderts, nachdem durch den zunehmenden Gebrauch von Petroleum die Preise von Tran sanken. Eine Reihe von Fachwerkhäusern aus der Renaissancezeit zeugen von dieser Blütezeit.
Nach zweijähriger Bauzeit wurde 1836 das erste geschützte Hafenbecken in Betrieb genommen. 1899 wählte die Kabel- und Drahtfabrik Nordiske Kabel- og Traadfabriker Middelfart zu einem ihrer Hauptstandorte. 1935 wurde die erste Brücke über den Kleinen Belt, Lillebæltsbroen, fertiggestellt, wodurch Middelfart eine zentrale Rolle im Straßen- und Eisenbahnnetz Dänemarks einnahm. 1970 wurde eine zweite Brücke über den Belt eröffnet. Die Autobahnbrücke Ny Lillebæltsbro ist ein wichtiges Bindeglied im Verlauf der Europastraße 20.

## Einwohnerentwicklung
Entwicklung der Einwohnerzahl jeweils zum (1. Januar):
| - 1976 – 11.734 - 1981 – 12.064 - 1986 – 12.162 - 1990 – 12.401 - 1996 – 12.620 - 2000 – 13.010 | - 2003 – 13.330 - 2006 – 13.645 - 2007 – 13.824 - 2008 – 14.081 - 2009 – 14.494 - 2010 – 14.589 |

## Kultur und Sehenswürdigkeiten

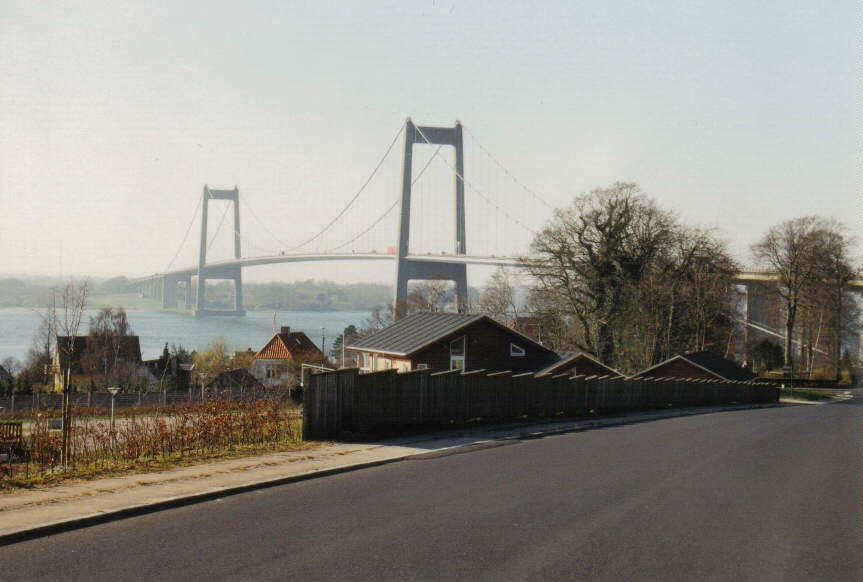
Autobahnbrücke in Middelfart

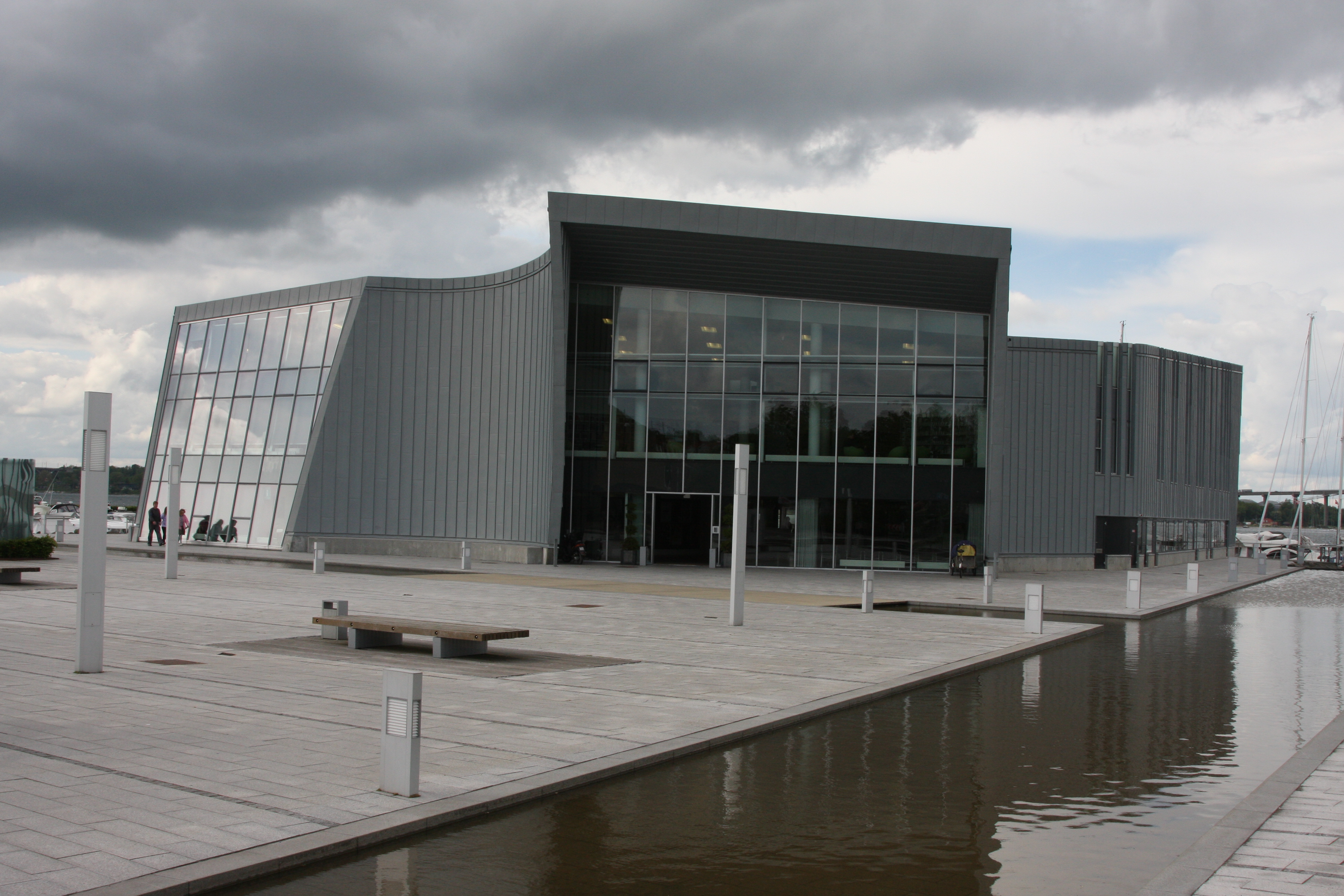
Das Kulturzentrum Kulturøen am Hafen (2009)

In und bei Middelfart befinden sich unter anderem folgende bemerkenswerte Bauwerke:
- Kulturøen im Hafen ist das Kulturzentrum der Stadt und wurde 2005 fertiggestellt.
- Das Middelfart Museum zeigt Ausstellungen zur neueren Kulturgeschichte der Gemeinde.
- CLAY Keramikmuseum ist Dänemarks Keramikmuseum, u. a. mit einer Porzellansammlung von Royal Copenhagen.
- Lillebæltsbroen von 1935 ist eine kombinierte Straßen- und Eisenbahnbrücke.
- Die Ny Lillebæltsbro von 1970 ist eine Autobahnbrücke über den Kleinen Belt.
- Tragmaste der beiden 380-kV-Freileitungskreuzungen der Freileitungskreuzung des Kleinen Belt

## Persönlichkeiten
- Wilhelm Nellemose (1890–1944), Kapitän und Generalsekretär des International Council for the Exploration of the Sea
- Jan O. Pedersen (* 1962), Speedway- und Langbahnfahrer
- Pernille Weiss (* 1968), Unternehmerin und Politikerin
- Tino Mogensen (* 1972), Handballspieler
- Christian Eriksen (* 1992), Fußballspieler
- Rasmus Falk (* 1992), Fußballspieler
- Jacob Hindsgaul (* 2000), Radrennfahrer